# Dipoenata morosa
Dipoenata morosa är en spindelart som först beskrevs av Bryant 1948.  Dipoenata morosa ingår i släktet Dipoenata och familjen klotspindlar. Inga underarter finns listade i Catalogue of Life.